# Prasat Bakong
Prasat Bakong es uno de los trece distritos que forman la provincia camboyana de Siem Riep, con una población estimada en marzo de 2008 de 61 425 habitantes. Está dividido en las siguientes  comunas (khum), que se muestran asimismo con población estimada de 2008:
- Bakong 7,640
- Ballangk 6,259
- Kampong Phluk 2,781
- Kandaek 13,241
- Kantreang 8,981
- Mean Chey 5,493
- Roluos 8,904
- Trapeang Thum 8,126[1]